# Плиска (Болгарія)
Пли́ска (болг. Плиска) — місто в Болгарії. Розташоване у Шуменській області, входить до складу громади Каспічан. Населення становить 1 019 чоловік. Раніше воно мало назву Абоба, але потім археолог Федір Успенський, директор Російського археологічного інституту в Константинополі, встановив, що на його місці колись стояла перша столиця Дунайської Болгарії Плиска, і тут почались археологічні розкопки. У 1925 році місто було повернуто його історичну назву.

## Історична Плиска
Плиска була столицею Болгарії з 681 до 893 року. Болгарські часописи розповідають, що засновником міста був хан Аспарух. Візантійські історики Георгій Кедрин та Анна Комніна називали це місто у своїх працях «Плискуса». Воно займало територію 23 км² та було оточено ровом та земляним валом.
Плиска була розграбована візантійською армією у 811 році, проте невдовзі загарбників відкинув хан Крум (див. Битва під Плискою). Хан Омуртаг заохочував ремісників.
У 886 року Борис I заснував Плиську книжкову школу, яку очолив Наум Преславський. Ця школа була найважливішим літературним і культурним центром Першого Болгарського царства і всіх слов'янських народів у ІХ — Х століттях.
Саме у Плисці у 882 році Володимир Расате намагався реалізувати повернення до поганства. Потім цей виступ придушили й Борису I спадкував Симеон I. Одним з перших кроків нового правителя було перенесення столиці з Плиски до Преслава, укріпленого міста неподалік від колишньої столиці, де поганство не було таким сильним.
Упродовж X століття значення Плиски падало, натомість у Преславі концентрувалась влада й ресурси. Під час атак Київської Русі та Візантійської імперії між 969 та 979 роками місто було зруйновано, але заново відновлено не було.
Руїни стародавнього міста лежать за 3 км від сучасної Плиски. Це місце нині охороняється болгарською державою.

## Сучасне місто
За часів османів містечко мало назву Абоба, у 1923 році його було перейменовано на Плисків, а у 1947 році воно отримало сучасну назву — Плиска.

## Політична ситуація
В місцевому кметстві Плиска, до складу якого входить Плиска, посаду кмета (старости) виконує Христо Ілієв Христов (ГЄРБ) за результатами виборів до правління кметства.
Кмет (мер) громади Каспічан — Валері Радославов Вилков (БСП) за результатами виборів до правління громади.

## Персоналії
- Симеон I Великий (864/865–927) — князь Болгарії з 893 року, з 918 року — цар. Третій син князя Бориса I, батько Петра I.

## Галерея

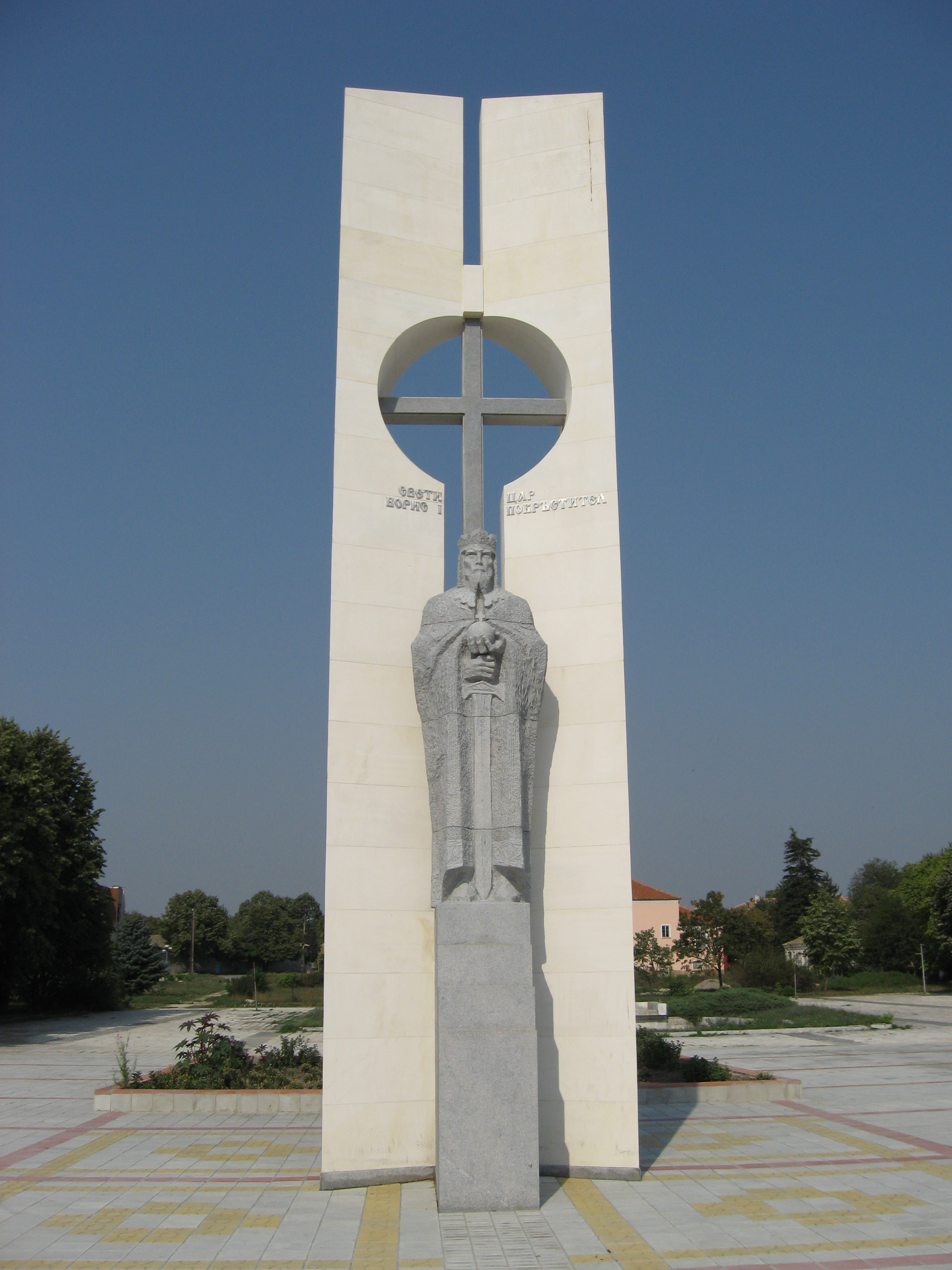
Пам’ятник Борису I
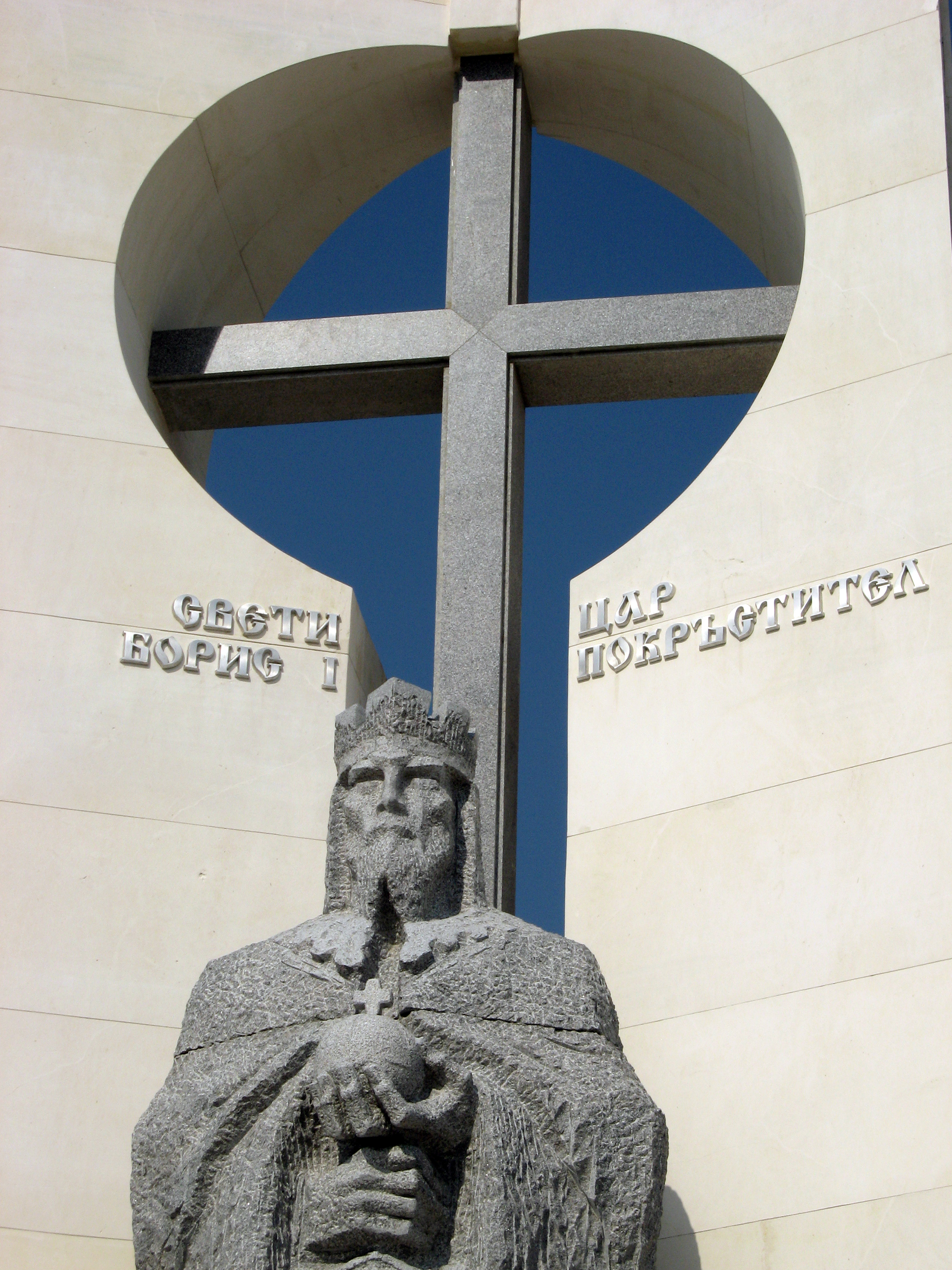
Пам'ятник Борису I
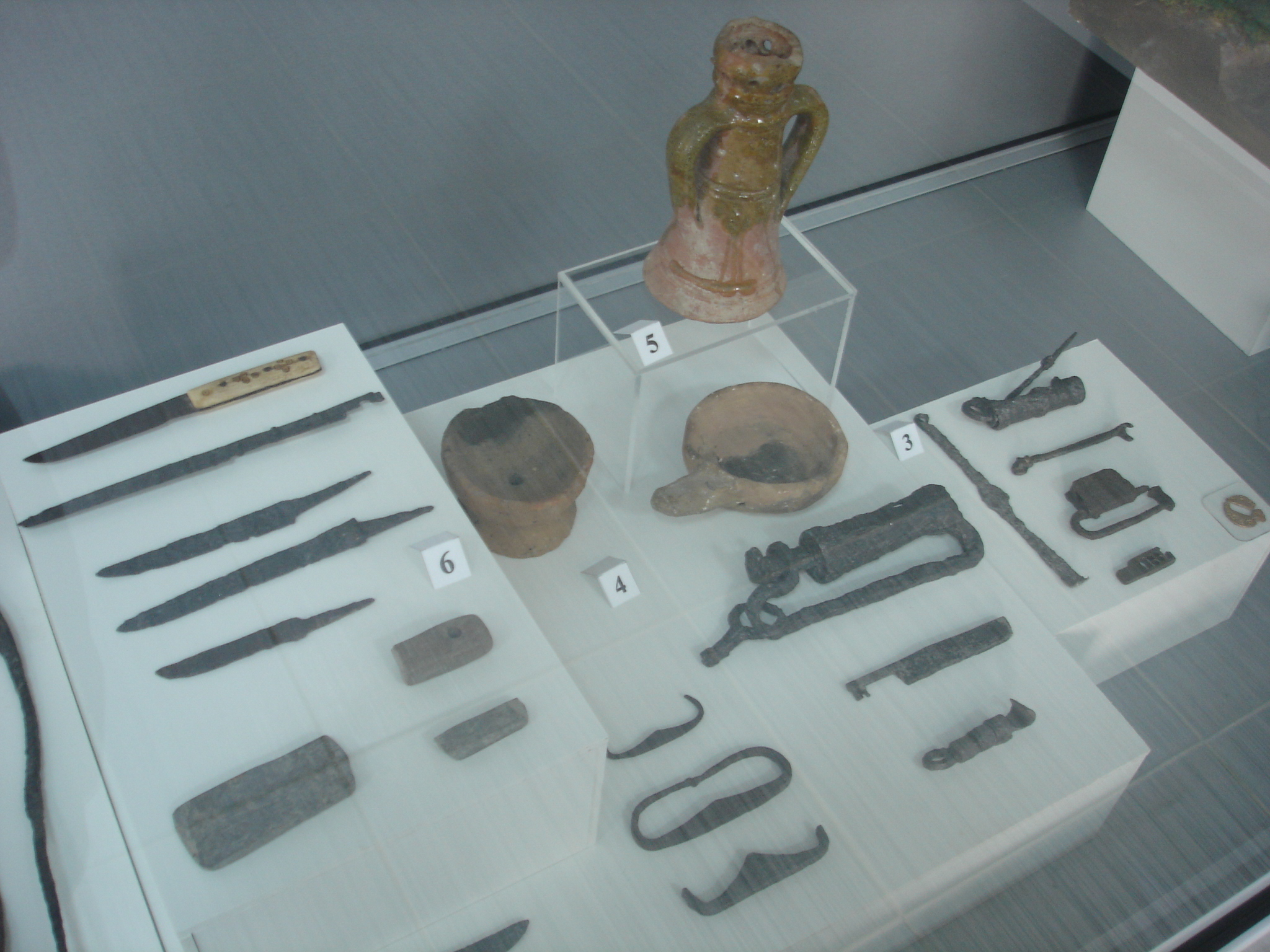
Музей Плиски, експозиція 9
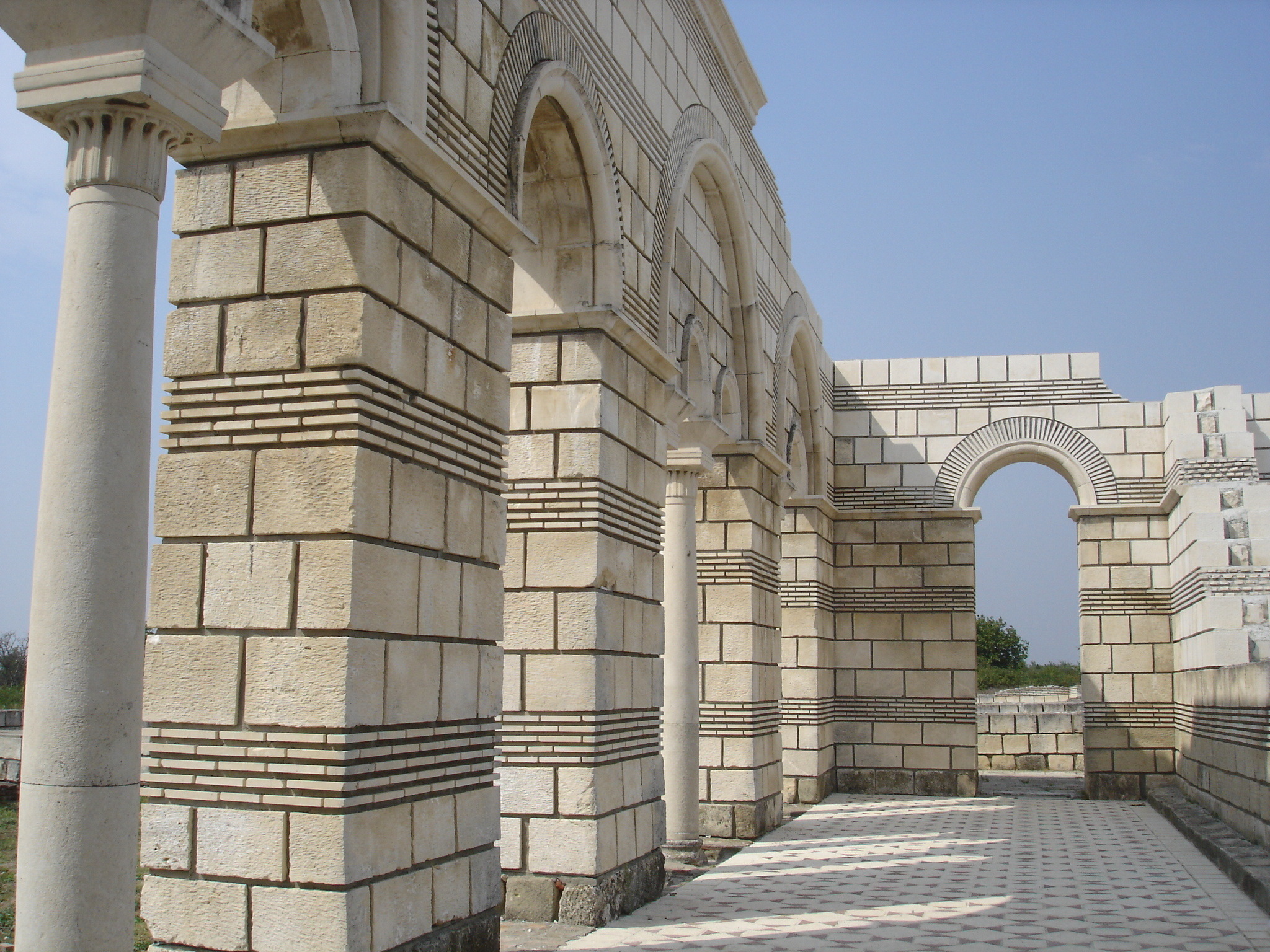
Стара базиліка
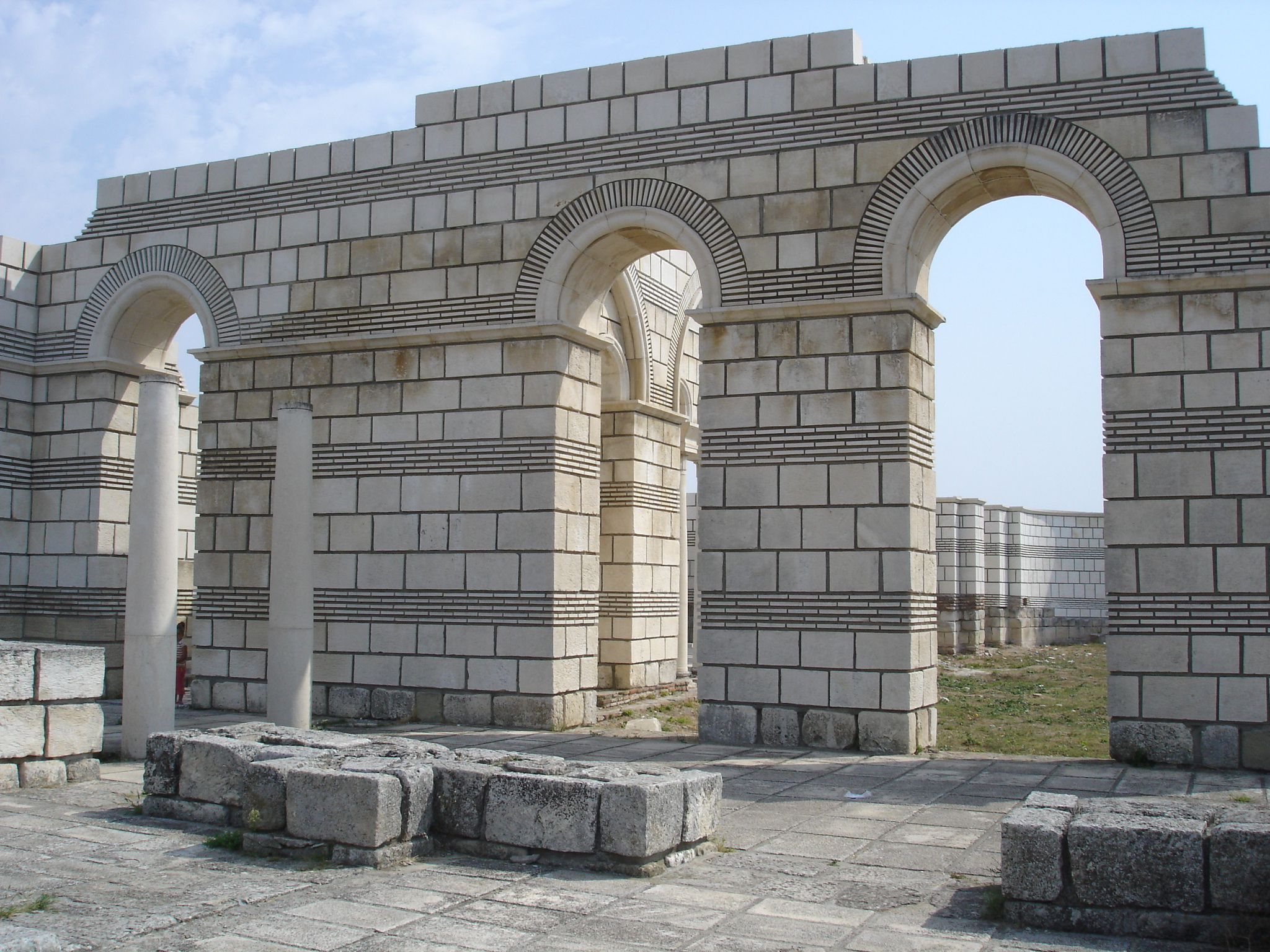
Стара базиліка
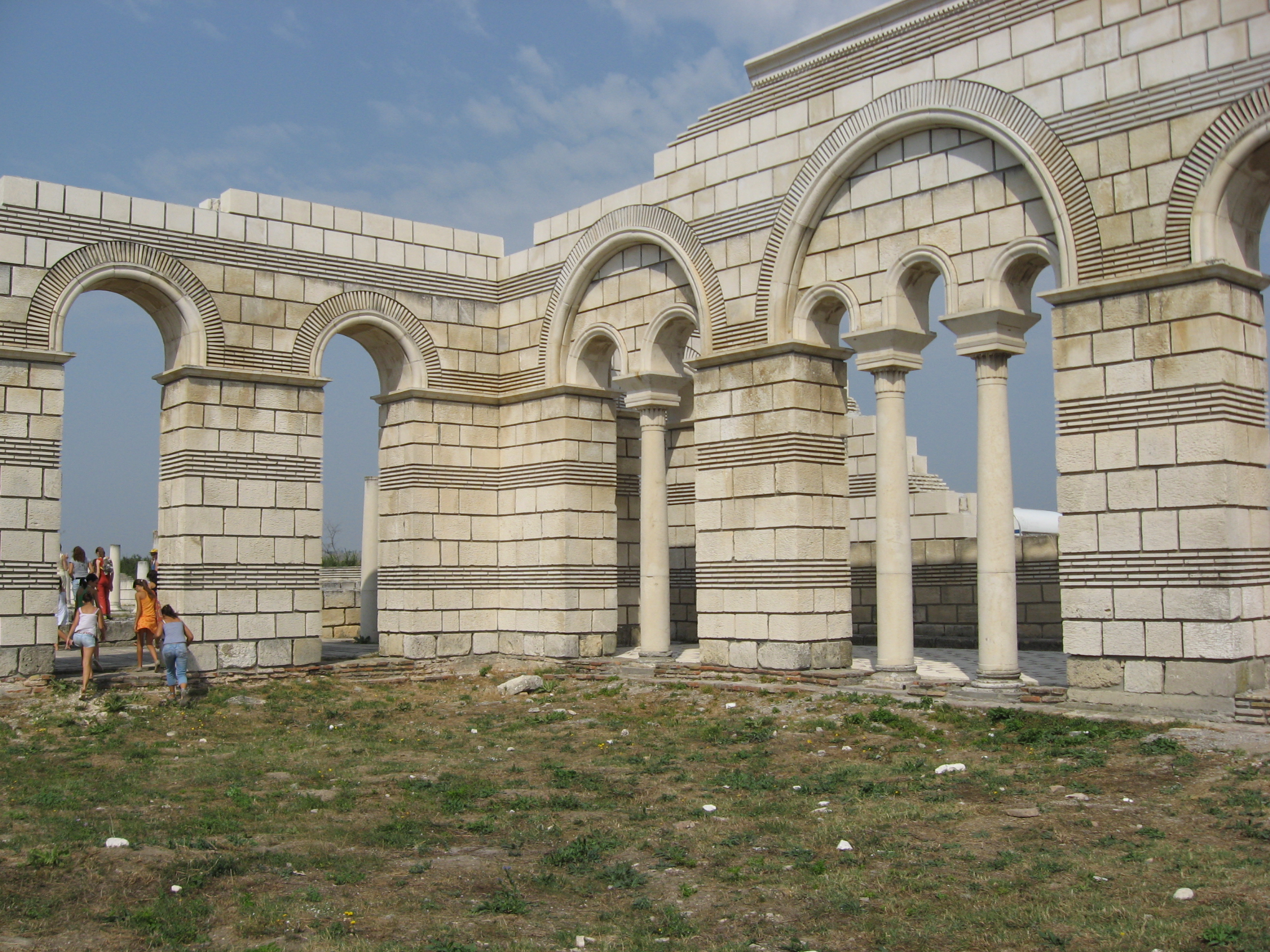
Стара базиліка
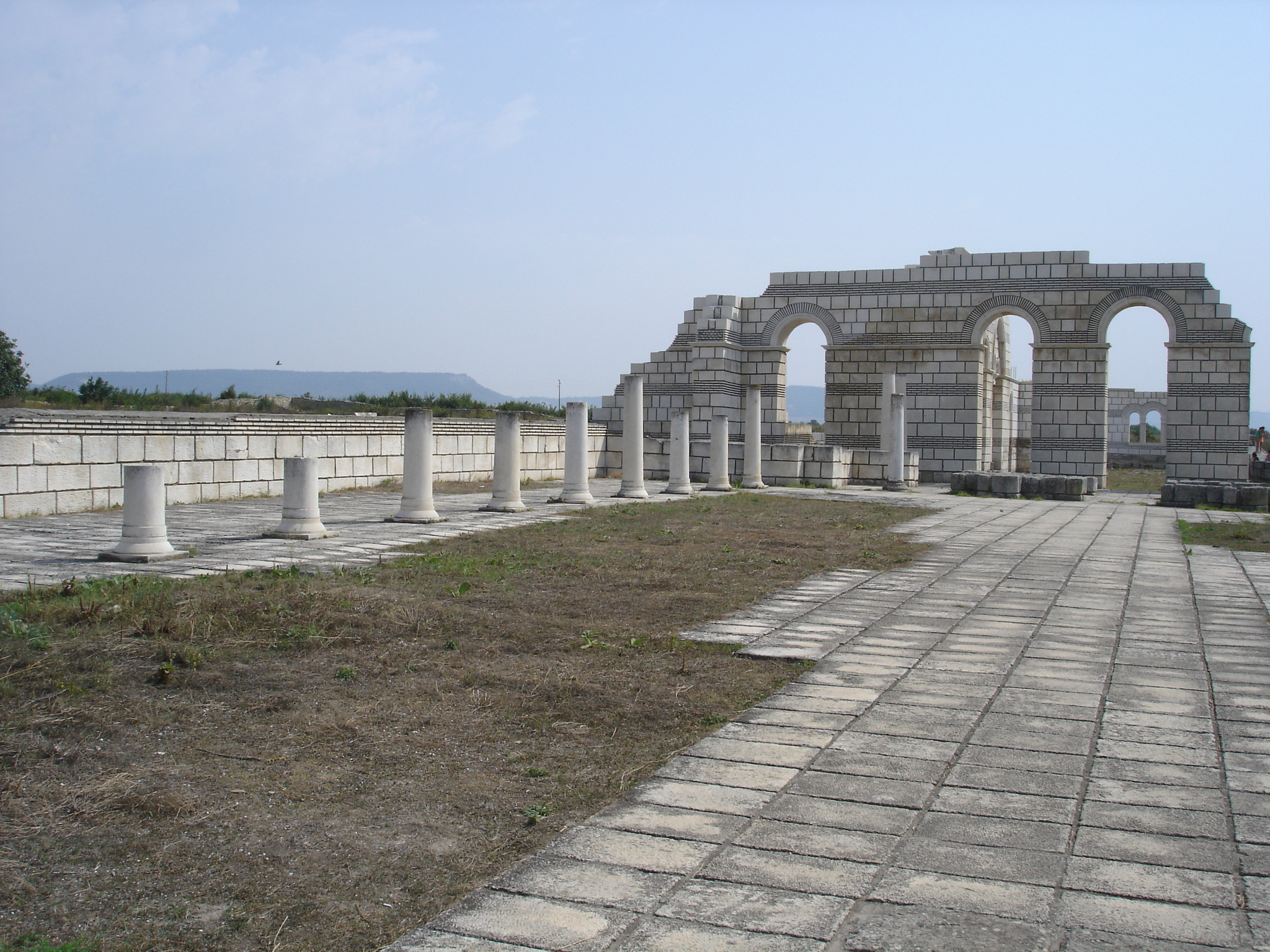
Стара базиліка
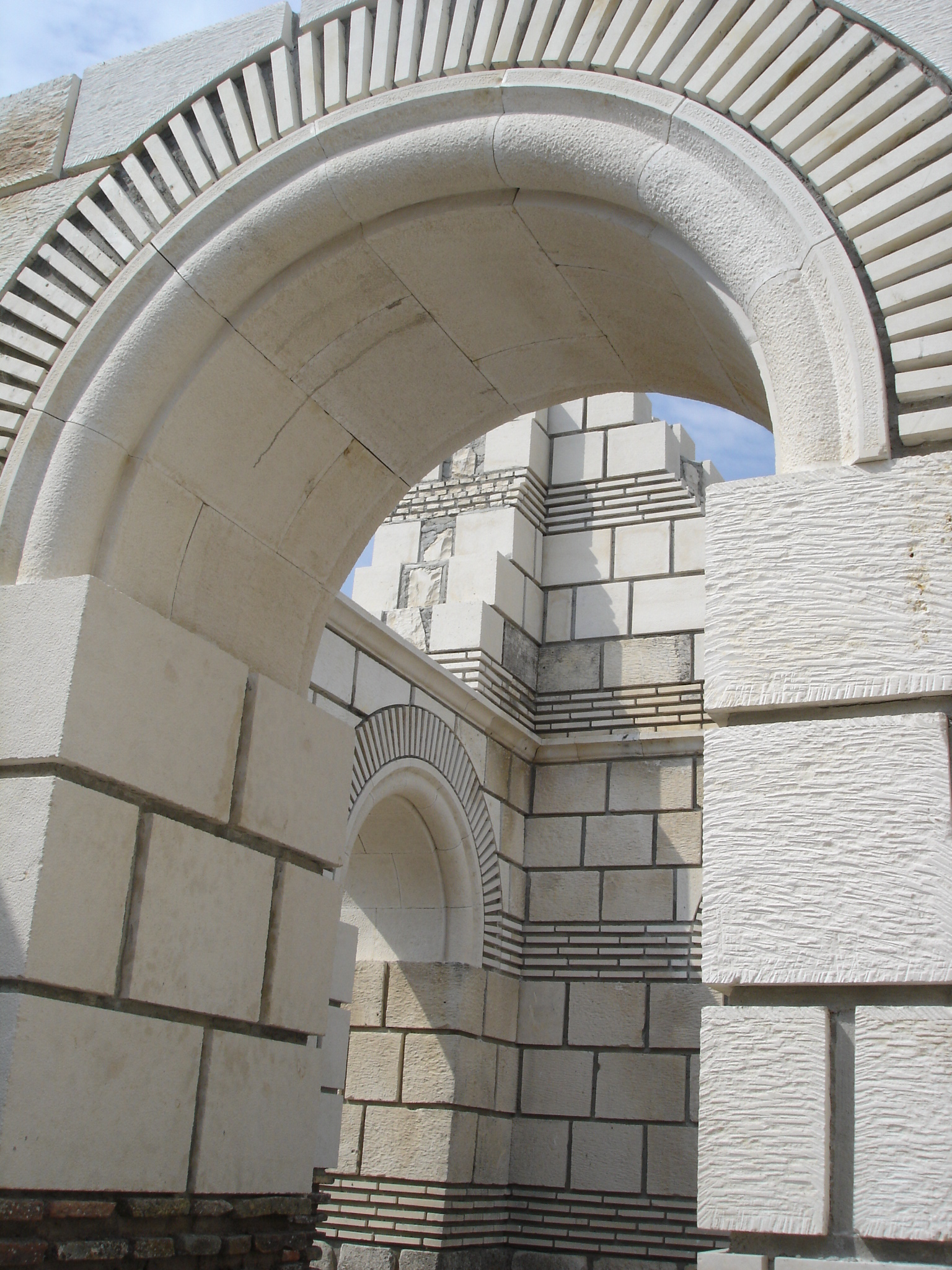
Стара базиліка
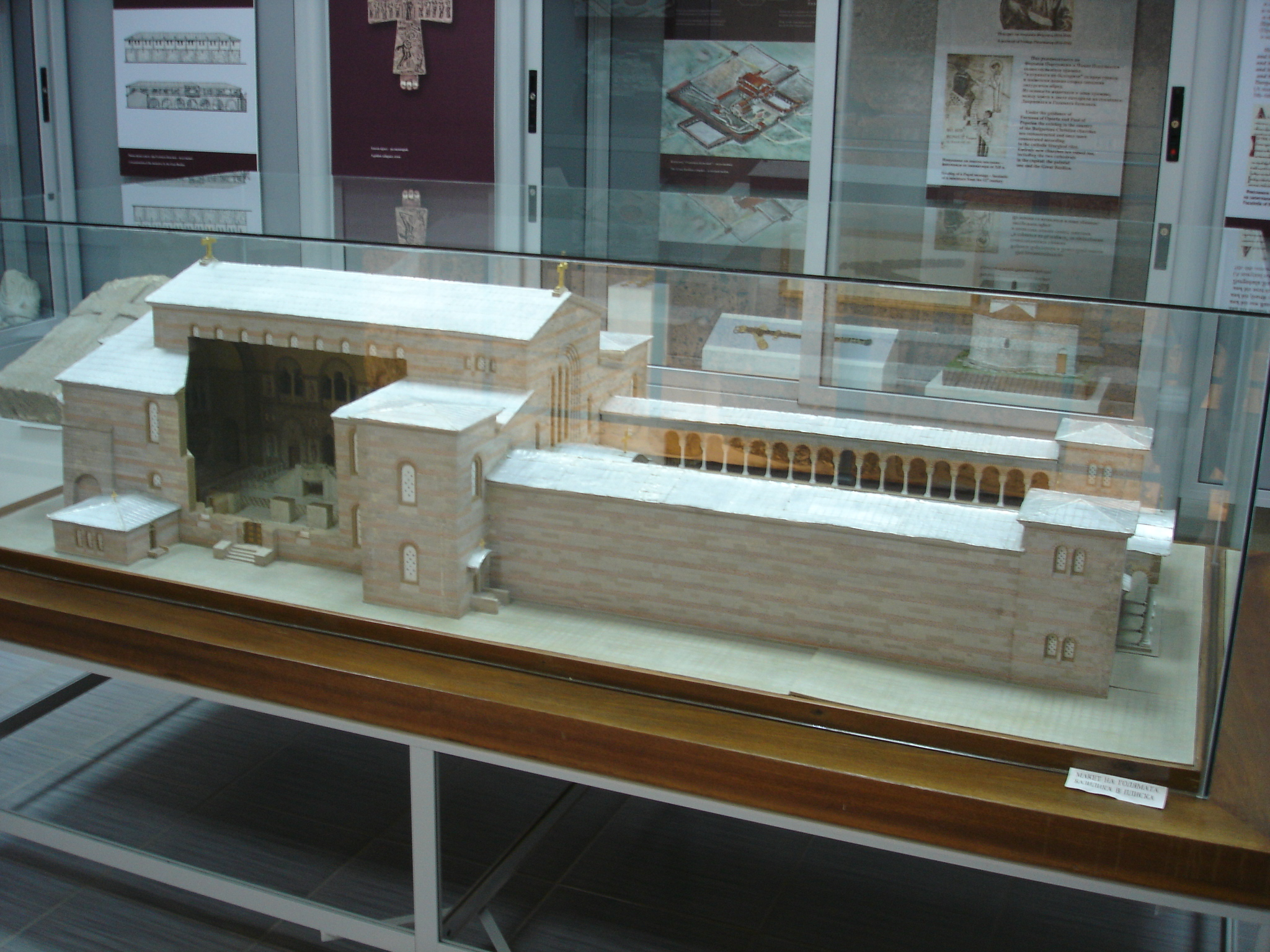
Реконструкція Старої базиліки
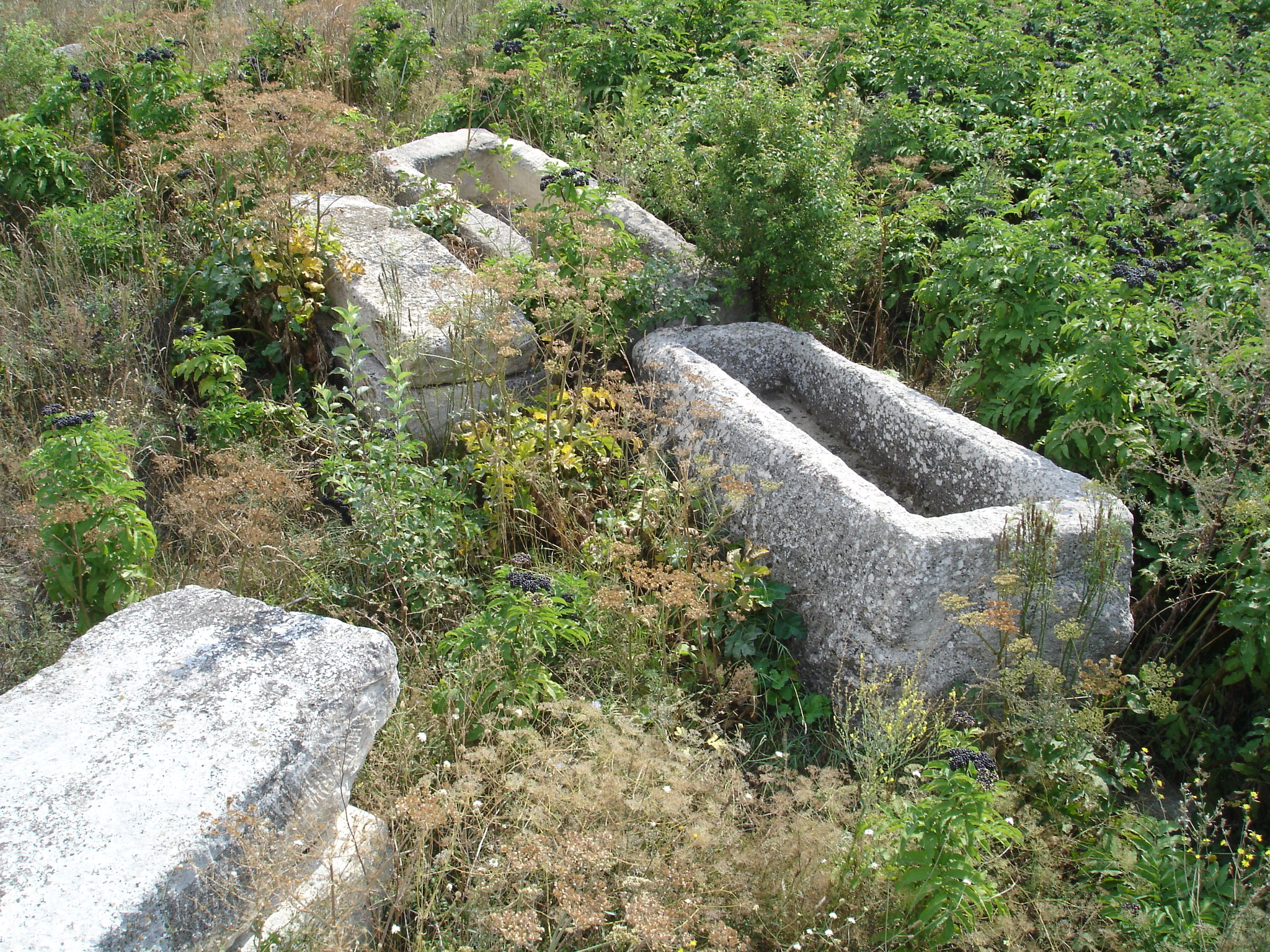
Стара базиліка
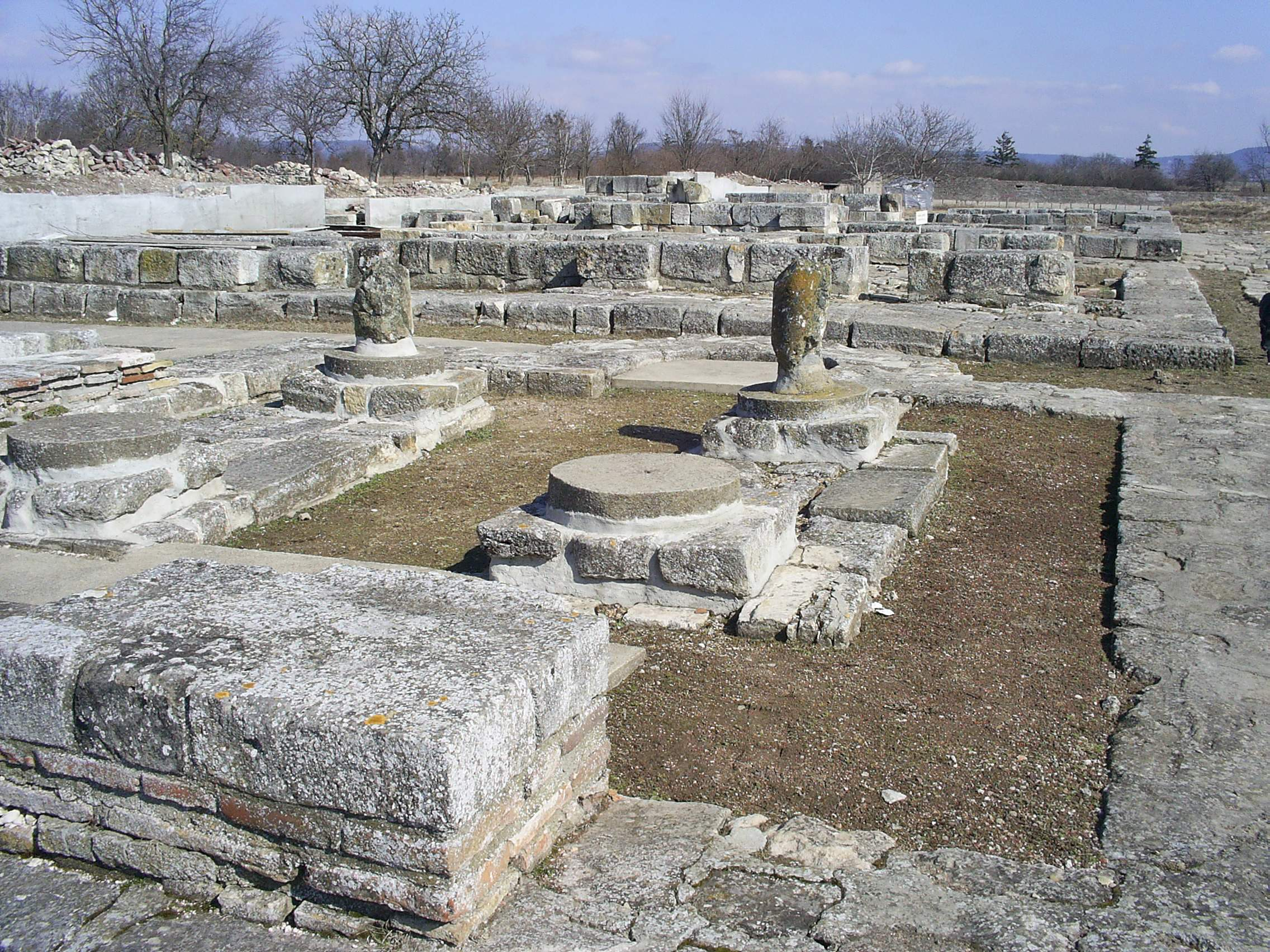
Руїни Плиски
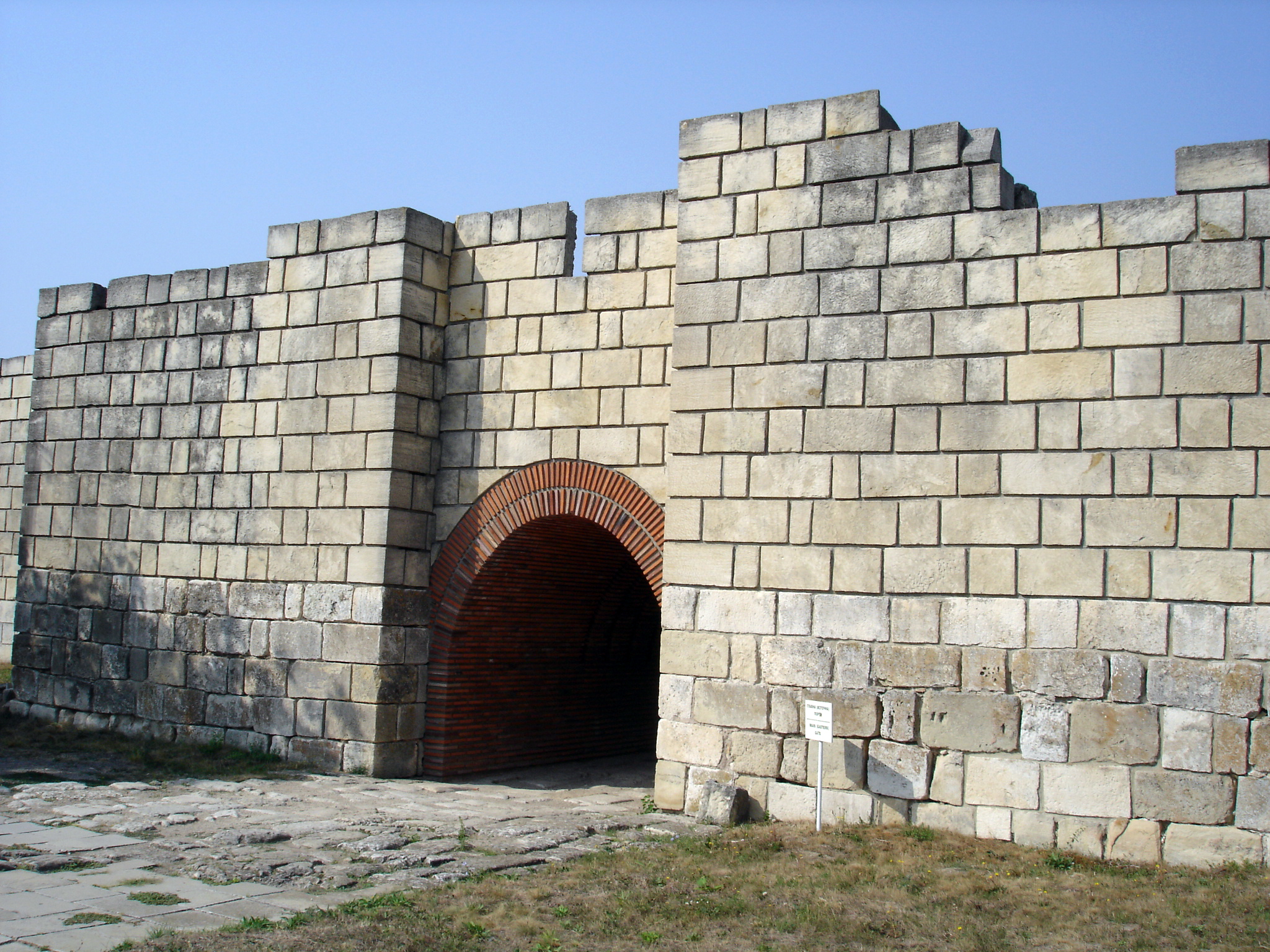
Брама
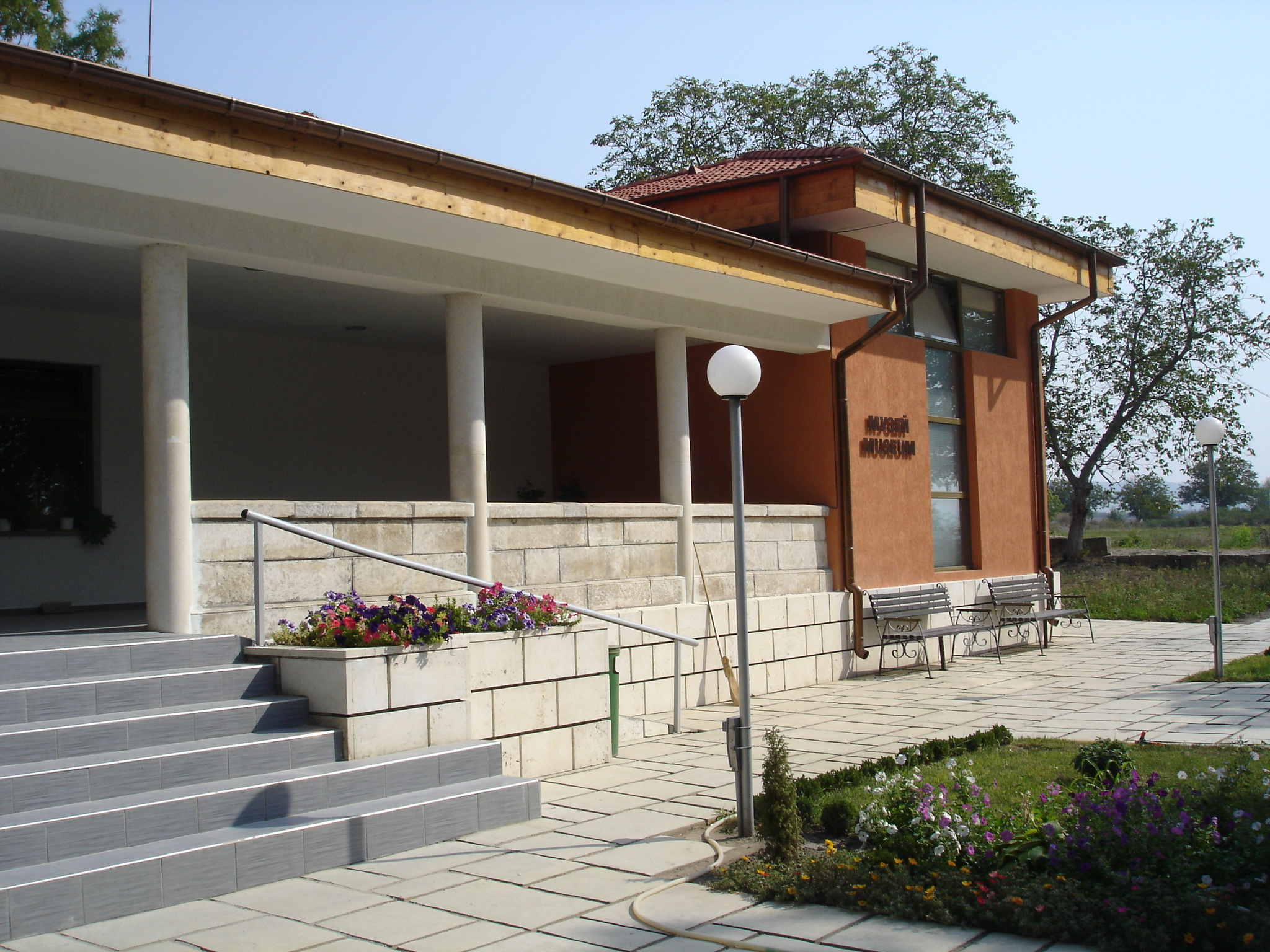
Музей Плиски
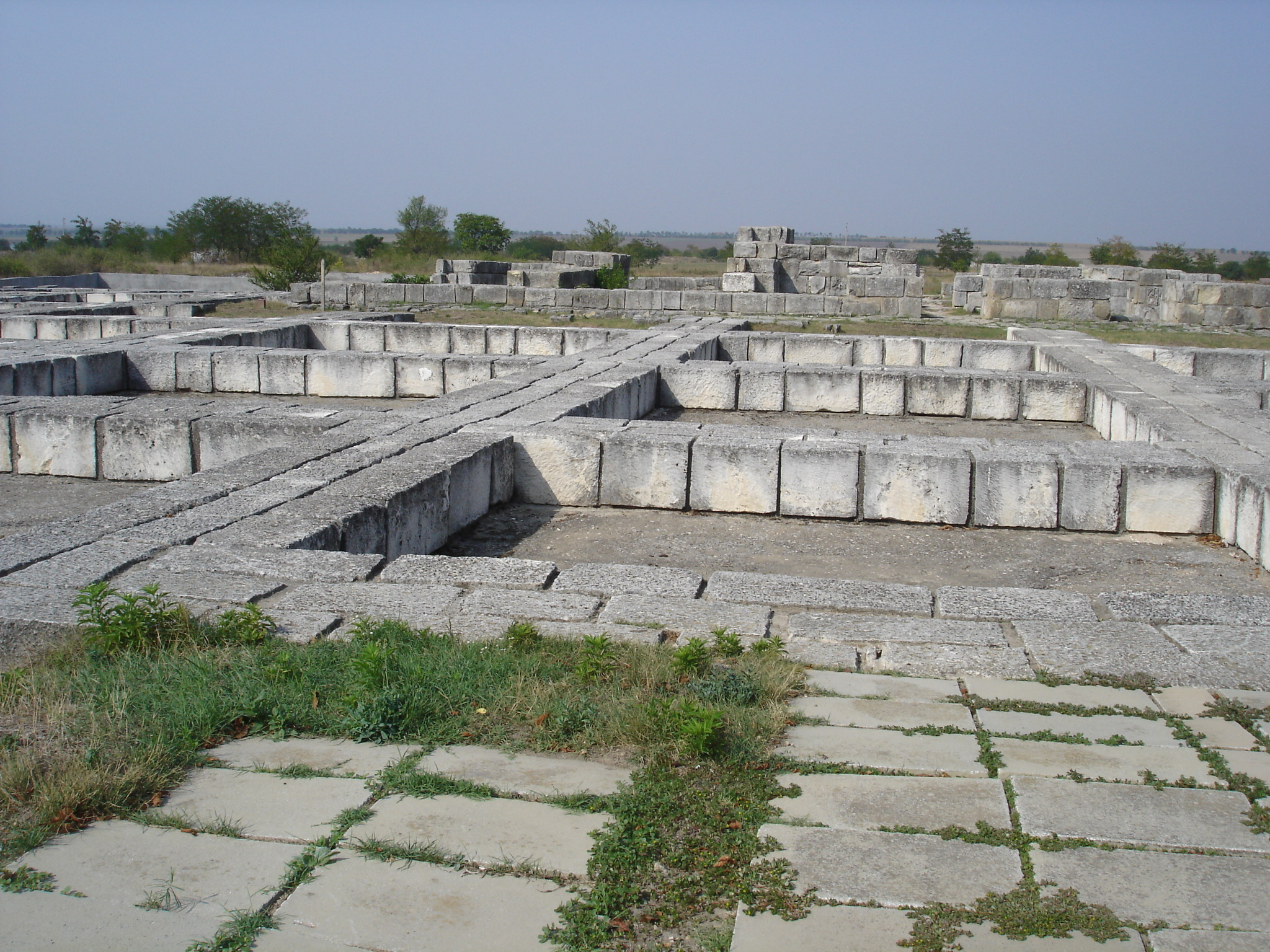
Руїни палацу в Плисці